# Zakaria Haddouche
Pour les articles homonymes, voir Haddouche.
Zakaria Haddouche (en arabe : زكرياء حدوش) est un footballeur algérien né le 19 août 1993 à Tlemcen. Il évolue au poste d'allier gauche à l'ASO Chlef.

## Palmarès

### En club
- Championnat d'Algérie en 2017 avec l'ES Sétif.
- Finaliste de la coupe d'Algérie en 2017 avec l'ES Sétif.
- Vainqueur de la supercoupe d'Algérie en 2015 avec l'ES Sétif.

### En sélection
- Finaliste de la CAN U23 2015 avec l'équipe d'Algérie olympique.